# ボルテゾミブ
ボルテゾミブ (Bortezomib、治験コード：PS-341）は、分子標的治療薬の一つ。商品名はベルケイド（Velcade）で、武田薬品工業の子会社である米国のミレニアム製薬社が開発した。
プロテアソーム阻害薬で、多発性骨髄腫およびマントル細胞リンパ腫に対して用いられる。

## 開発
ボルテゾミブは1995年に初めて合成された。多発性骨髄腫に対して小規模な第I相臨床試験が実施された後、1999年10月に次の段階の治験が開始された。
2003年、SUMMIT第II相臨床試験の結果に基づき、米国で多発性骨髄腫の承認を取得した。
日本では上記の結果を受けて第I/II相臨床試験が実施され、2006年10月に「再発または難治性の多発性骨髄腫」について承認された後、「未治療の多発性骨髄腫」に対して適応拡大され、さらに静脈注射に加えて皮下注射での承認を取得した。
マントル細胞リンパ腫については国際共同第III相試験の結果に基づき2014年10月に承認申請され、2015年6月に承認された。

## 構造
N-末端を保護されたジペプチドであり、ピラジン酸―フェニルアラニン―“カルボン酸をホウ酸に置換したロイシン”の順で結合している。

## 作用機序

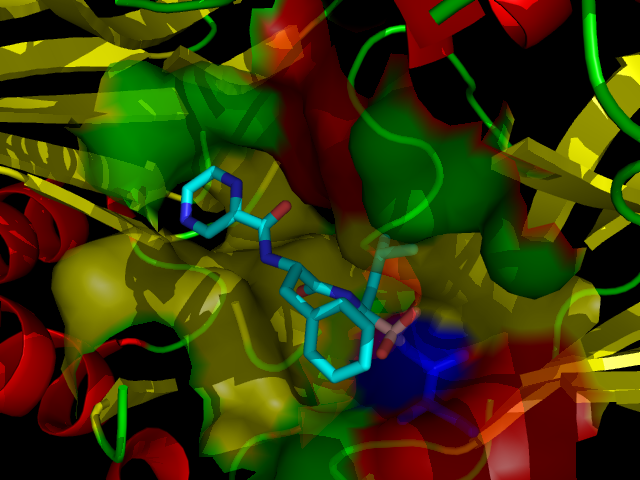
酵母プロテアソームに結合したボルテゾミブ（ホウ素=ピンク、炭素=水色、窒素=青色、酸素=赤色）が蛋白質に囲まれている様子。活性中心であるトレオニン残基（青く滲んでいる部分）がボルテゾミブでブロックされている。

ボルテゾミブのホウ素原子が26Sプロテアソームに高親和性かつ特異的に結合する。通常、この酵素はユビキチン化された蛋白質を分解することで各種蛋白質の機能発現を制御し、同時に異常な配列を有するな蛋白質や立体構造が変則な蛋白質を排除している。
前臨床ならびに臨床試験の結果、プロテアソームは骨髄腫細胞の不死化に関与しており、固形癌の培養細胞および異種移植片での実験結果も同様であった。さまざまな要素が関与していると思われるが、プロテアソームを阻害することでアポトーシス促進性因子の分解を阻止し、腫瘍性細胞のプログラム死を誘導していると思われる。
近年、ボルテゾミブはプロテアソームにより産生される細胞内ペプチドの量を急速かつ劇的に変化させることが明らかとなった。細胞内ペプチドの一部は生物学的活性を持つため、ボルテゾミブによるペプチド量の変化が主作用および／または副作用に関わっている可能性がある。

## PK/PD
ボルテゾミブは静注後速やかに血中から消失する。1時間後には血中から検出されない。PD実験によって、骨髄腫細胞系とマントル細胞系において末梢血中の単核細胞と比較してプロテアソーム阻害活性が著しく亢進していることが明らかとなった。他の癌腫での感受性は明らかとなっていない。

## 治療効果
前治療のある再発または難治性の多発性骨髄腫患者に対して非盲検の2つの第II相臨床試験（SUMMITおよびCREST）（21日周期のday 1,4,8,11でボルテゾミブ1.3mg/m2静注（デキサメタゾン有／無）を最大8コース投与）が実施された。またさらに、高用量デキサメタゾンへの優位性を示すため、第III相臨床試験 (APEX) が実施された。APEX試験の結果、無増悪生存期間は6.2か月（ボ群）対3.5か月（デ群）、1年生存率は80%（ボ群）対66%（デ群）であった。
日本における第I/II相臨床試験の結果は、「再発または難治性の多発性骨髄腫」については奏効率30.3%（10/33）、「未治療の多発性骨髄腫」については奏効率72.4%（71/98）であった。
マントル細胞リンパ腫に対する第III相臨床試験の結果は、標準療法であるR-CHOP療法（リツキシマブ、シクロホスファミド、ドキソルビシン、ビンクリスチン、プレドニゾン）とVcR-CAP療法（ボルテゾミブ、リツキシマブ、シクロホスファミド、ドキソルビシン、プレドニゾン）の無増悪生存期間中央値はそれぞれ14.4か月 vs. 24.7か月で有意差がついた。この試験の全生存期間中央値は56.3か月 vs. 推定不能（最終観察時点で半数以上が生存）であった。

## 副作用
副作用は多発性骨髄腫の治験で100%、マントル細胞リンパ腫の治験で94.6%とほぼ必発である。
重大な副作用として添付文書に記載されているものは、
- 肺障害（間質性肺炎（3.1%）、胸水（1.9%）、急性肺水腫（0.4%）、急性呼吸窮迫症候群）、
- 心障害（鬱血性心不全（2.5%）、心嚢液貯留（0.5%）、心肺停止、心停止、心原性ショック）、
- 末梢神経障害（末梢性ニューロパチー（19.7%）、感覚減退（18.5%）、末梢性感覚ニューロパチー（3.0%）、神経障害性疼痛（1.6%）、末梢性運動ニューロパチー（1.1%）、錯感覚（0.5%）、灼熱感（0.5%））、
- 骨髄抑制（血小板減少（71.4%）、白血球減少（39.8%）、貧血（27.3%）、好中球減少（27.1%）、リンパ球減少（21.0%）、発熱性好中球減少症（1.7%）、汎血球減少（0.5%））、
- イレウス（3.2%）、
- 肝機能障害（AST（GOT）の増加（10.3%）、ALT（GPT）の増加（11.0%）、γ-GTPの増加（0.8%）、Al-Pの増加（12.1%）、血中ビリルビンの増加（1.8%）など B型肝炎ウイルスの再活性化例あり）、
- 低血圧（3.7%）、起立性低血圧（2.4%）、
- 腫瘍崩壊症候群（5.4%）、
- 皮膚粘膜眼症候群（Stevens-Johnson症候群）、中毒性表皮壊死症（Toxic Epidermal Necrolysis：TEN）、
- 発熱（29.5%）、
- 可逆性後白質脳症症候群（0.1%）、進行性多巣性白質脳症

である（頻度の記載のないものは頻度不明）。
このうち、肺障害（間質性肺炎を含む）については、適正使用ガイドでも繰り返し注意喚起されている。